# Жуи-оз-Арш
Жуи-оз-Арш (фр. Jouy-aux-Arches) — коммуна на северо-востоке Франции, регион Гранд-Эст (бывший Эльзас — Шампань — Арденны — Лотарингия), департамент Мозель. Входит в кантон Арс-сюр-Мозель.

## Географическое положение

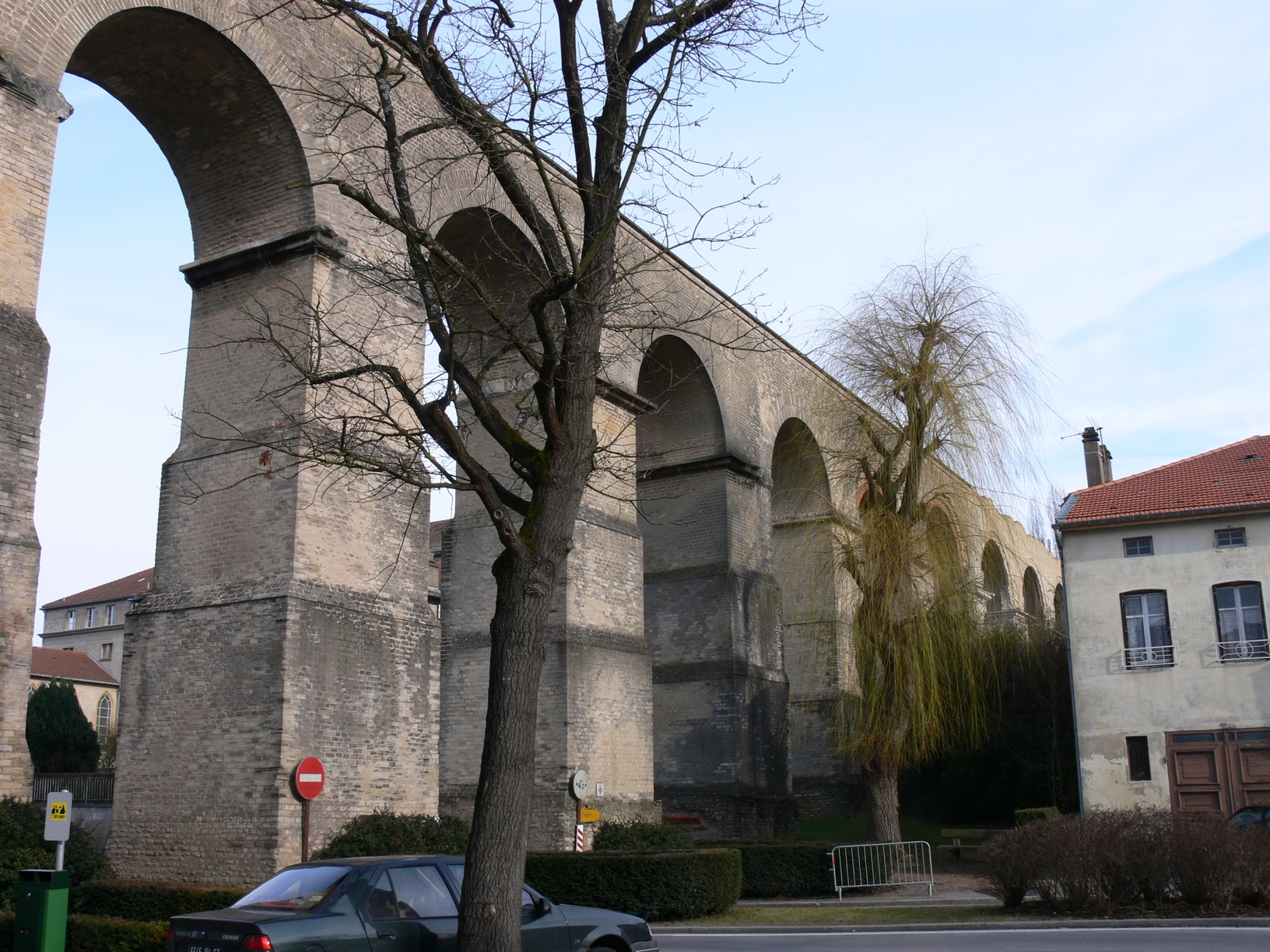
Акведук в Жуи-оз-Арш.

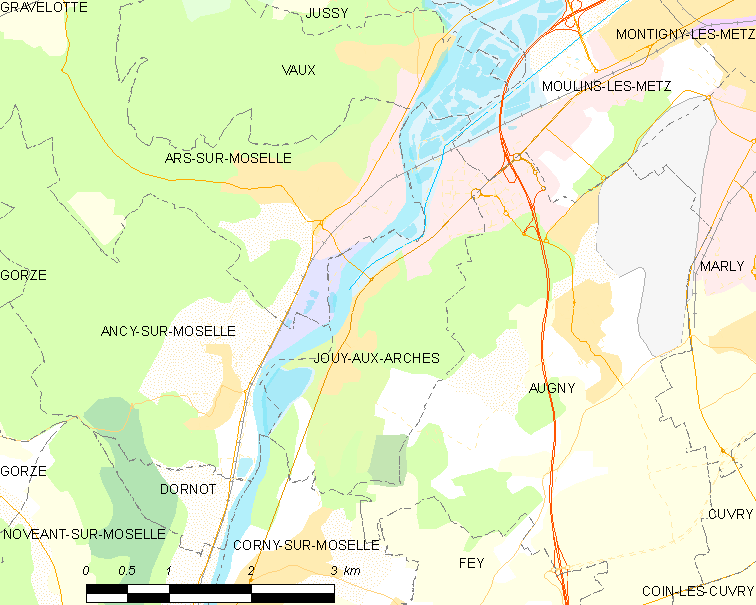
Жуи-оз-Арш на карте Франции.

Жуи-оз-Арш расположен в 280 км к востоку от Парижа и в 10 км к юго-западу от Меца.

## История
- Поселения на территории коммуны известны с доисторических времён.
- В I веке вода из источников Горза перебрасывалась римлянами через акведук в Мец. Протяжённость акведука составляла 22 км. В окрестностях Жуи-оз-Арш сохранилось несколько пролётов надземного акведука.
- Впервые упоминается в 745 году как «Gaudiacum».
- Зависело от герцогства Бар, затем было частью мозельских земель.
- После поражения Франции во франко-прусской войне 1870—1871 годов вместе с Эльзасом и департаментом Мозель был передан Германии по Франкфуртскому миру.

## Демография
По переписи 2011 года в коммуне проживало 1 554 человека.

## Достопримечательности

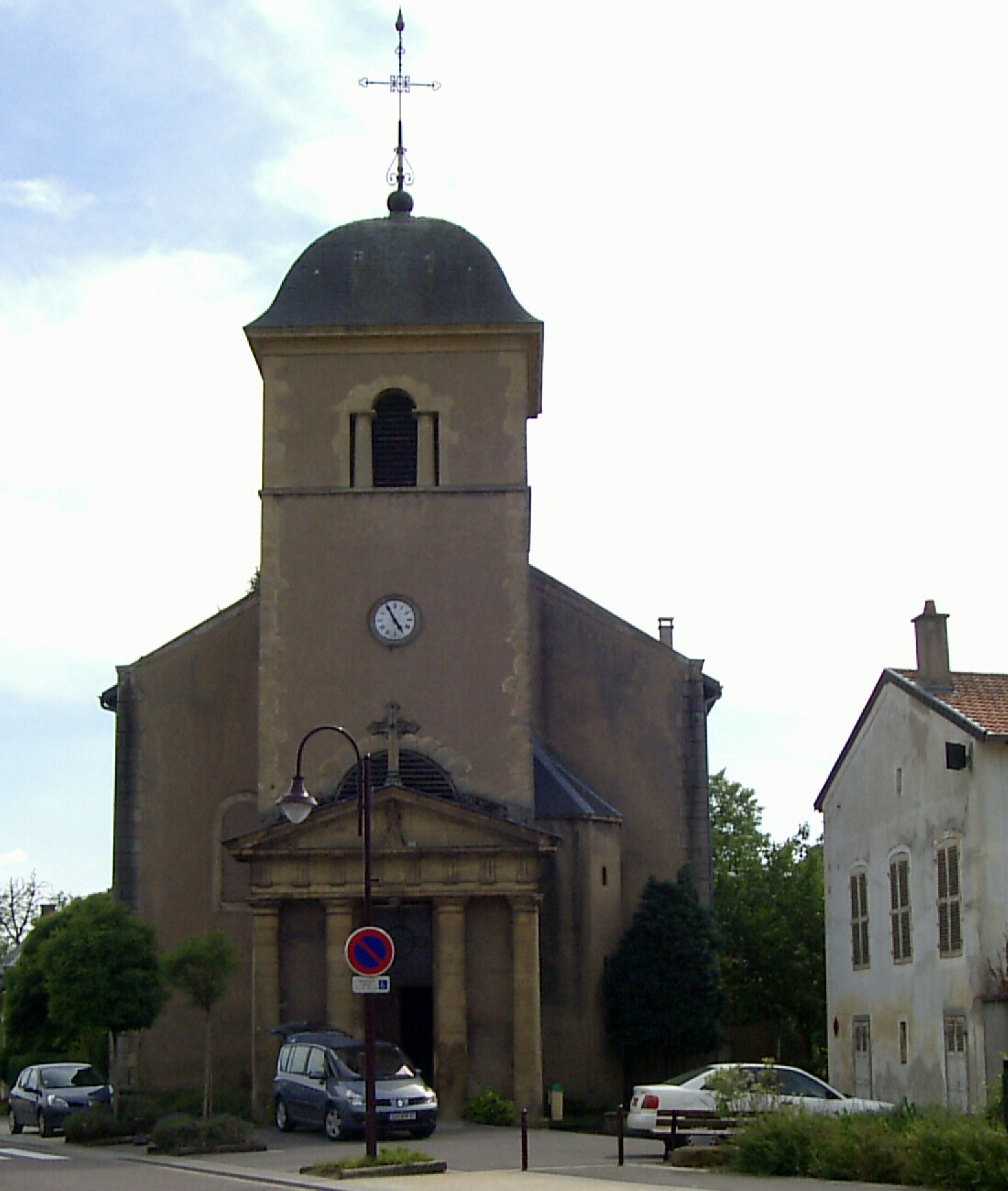
Церковь Сент-Андре.

- Руины древниримского акведука.
- Фортифицированный дом XIII века.
- Церковь Сент-Андре, XVIII век.
- Часовня ковента Нотр-Дам.
- Часовня Сен-Жозеф, XX век.